# شعيب بن عمر
شعيب بن عمر هو ابن أبي حفص عمر البلوطي مؤسس إمارة كريت وثاني أمرائها. تولى الإمارة عند وفاة والده عام 855 ميلادية تقريباً حتى وفاته عام 880. استمرت الإغارة في عهده على المواقع البيزنطية المختلفة مثل بيلوبونيز، وكيكلادس، وآثوس، مما شكّل خطراً فعلياً على الإمبراطورية البيزنطية التي حاولت مراراً استرجاع جزيرة كريت دون جدوى، لكنّها نجحت في إلحاق هزائم ثقيلة بالإمارة عامي 873 و874، مما أدى إلى عقد هدنة مؤقتة بين الطرفين، ويبدو أنّ شعيباً اضطر إلى دفع الجزية للبيزنطيين لنحو عقد من الزمان. توفي شعيب عام 880، وخلفه في الحكم ابنه عمر.